# 乔纳斯·温德尔
乔纳斯·温德尔（Elder Jonas Wendell，1815年12月25日—1873年8月14日）是美国宾夕法尼亚州一位追随威廉·米勒的耶稣复临论者热心传教士。

## 传道
再生论所预期的在1844年没有应验，温德尔和其它耶稣复临论者一样经历了一段信仰经受严重考验的时期。在更新了对圣经年代表（历史和预言）的研究后，最终他恢复了信念。1860年晚期开始，他足迹遍及俄亥俄、宾夕法尼亚、弗吉尼亚和新英格兰传扬他对圣经年代的新发现，他宣称基督再临将会发生在1868年或者1873/4年。1870年温德尔发表了一个名为《The Present Truth, or Meat in Due Season》的册子表达他的观点，指出再临肯定发生在1873年。他自己并不知道，他的一次公开演讲恢复了一名叫做查尔斯·泰兹·罗素的年轻人关于圣经是上帝启示的话语的信念，而罗素后来创立了耶和华见证人的基督教教派。

## 去世
1873年6月14日温德尔长眠，9月10日《The World's Crisis》杂志发表了由耶稣复临论同工和亲密朋友George W. Stetson撰写的讣告“纪念乔纳斯·温德尔长老”。